# آيت احمد أو ناصر (واد إفران)
آيت احمد أو ناصر هي إحدى مشيخات المملكة المغربية، تتبع جغرافيا لإقليم إفران وإداريًا لواد إفران. يقدر عدد سكانها بـ 1592 نسمة حسب الإحصاء الرسمي للسكان والسكنى لسنة 2004.